# Justin Berfield
Justin Tyler Berfield (Los Angeles County (Californië), 25 februari 1986) is een Amerikaans acteur, producer en kindster.
Justin werd geboren in Los Angeles County (Californië) en acteert al sinds 1991: Hij was toen te zien in een reclame. Daarna speelde hij in nog 15 andere reclames en is sinds 1994 te zien in televisieseries en films.

De televisieseries Unhappily Ever After (1995-1999) en Malcolm in the Middle (2000-2006) hadden beide meer dan 100 afleveringen en zo is hij de jongste acteur ooit die in twee series heeft gespeeld met elk meer dan 100 afleveringen. Hij kwam voor in elke aflevering.

## Filmografie
- 1998:Mom, Can I Keep Her?
- 1995-1999:Unhappily Ever After
- 1999:The Kid with X-ray Eyes
- 1999:Invisible Mom II
- 2001:Max Keeble's Big Move
- 2003:Who's Your Daddy?
- 2000-2006:Malcolm in the Middle

- Gemeinsame Normdatei: 1063961076
- International Standard Name Identifier: 0000 0000 4470 4860
- Library of Congress Control Number: no2004084532
- Système universitaire de documentation: 189987707
- Virtual International Authority File: 68647072
- WorldCat: E39PBJg8DYQXGKwYdKjMvhfKBP